# Ты есть…
«Ты есть…» — российско-французский художественный фильм 1993 года режиссёра Владимира Макеранца по повести Виктории Токаревой «Я есть. Ты есть. Он есть».

## Сюжет
Героиня фильма Анна одна вырастила сына. Она непритязательна, проста, привлекательна, знает французский язык и работает на любимой работе. Её любит красивый и богатый мужчина, её жизнь проходит в светских раутах, высоких приёмах и банкетах. Неожиданно её сын Олег приводит домой девушку-сироту Ирочку — воспитанницу детского дома, а утром объявляет, что они поженились. Ирочка ведёт себя со свекровью вызывающе и нагло. Назревает конфликт, и Олег с женой переселяются. Спустя какое-то время ребята попадают в тяжёлую аварию: Ирочка полностью парализована, и сын привозит её к матери домой. Олег находит целителя, который готовит лекарство и отдаёт его Анне с инструкциями. Анна выхаживает Ирочку.  Ее отношения с любимым человеком расстраиваются - он не может понять и принять ее заботу об Ирочке. Олег заводит роман с коллегой, давно имеющей на него виды, а выздоравливающая Ирочка живёт в квартире его матери.

## В ролях
- Анна Каменкова — Анна
- Вадим Любшин — Олег, сын Анны, хирург
- Инга Ильм — Ира, жена Олега, детдомовка
- Регимантас Адомайтис — Вершинин, поклонник Анны
- Татьяна Лютаева — Юлия Петракова, заведующая отделением, любовница Олега
- Наталья Ковалёва — подруга Анны
- Наталия Потапова — подруга Анны
- Иван Краско — народный целитель

## Восприятие
Кинокритик Александр Фёдоров отмечал: «Использованы излюбленные приёмы мелодрамы: бедная невестка и обеспеченная свекровь, неожиданная автокатастрофа, роковая соблазнительница, заставляющая героя изменить жене-калеке и т. д. Авторы фильма оснастили их бытовыми подробностями и претензией на психологичность. Актёры снимались в фильме обаятельные. Режиссура оказалась вполне приемлемой, хотя и лишённой тонкости и изящества».